# Ježek Shadow
Ježek Shadow neboli Shadow the Hedgehog (japonsky シャウ・ザ・ヘッジホッグ Shadō za Hejjihoggu) je postava, která se objevuje v sérii Sonic the Hedgehog od japonské společnosti Sega. Vytvořili ho Takaši Ízuka a Širo Maekawa a poprvé se objevil ve videohře Sonic Adventure 2 z roku 2001.
Původní nápad vytvořit tuto postavu vznikl během vývoje hry Sonic Adventure v roce 1998. Ízuka a Maekawa se ho snažili vylíčit jako subtilní, „skvělou“ postavu, na které hráčům mohlo záležet. Sonic Adventure 2 byla původně zamýšlena jako jediná hra, v níž se měl vyskytnout, ale mezi fanoušky se stal natolik oblíbenou postavou, že ho Sonic Team musel zahrnout do videohry Sonic Heroes z roku 2003. Shadow se od té doby objevil v mnoha hrách včetně svého spin-offu Shadow the Hedgehog z roku 2005 a dokonce se objevil v seriálu Sonic X z roku 2003. Objevuje se také v Sonic adaptacích, komiksech atd.

## Charakteristika
Shadow je antropomorfní černý ježek s červenými pruhy na hlavě. Shadow je povahou takový ten bručoun, samotář a velkej drsňák. Je tajemný, bystrý a zadumaný antihrdina. Trpí amnézií. Přestože jeho konečným cílem je chránit svět před obrovským nebezpečím, nemá rád lidstvo, a jakmile si stanoví cíl, udělá vše, co je potřeba, aby jej dosáhl. To ho často přiměje riskovat, aniž by si vše promyslel, a staví ho to do sporu se Sonicem. Nemá rád velkou společnost a nejraději pracuje sám. Když už se mu někdo připlete do cesty, tak ho nejraději smete, nebo ignoruje, záleží na tom o koho jde. 
Ačkoli je Shadow někdy samotář, spolupracuje s lovcem pokladů, netopýrkou Rouge a s robotem E-123 Omega ve hrách jako je Sonic Heroes, Sonic the Hedgehog (2006) a Sonic Forces z roku 2017.
Shadow se v některých hrách spojí se Sonicem, ale v jiných se spojí s Doktorem Eggmanem v Sonic Adventure 2 (2001) a Shadow the Hedgehog (2005). Shadow byl vytvořen jako „Ultimate Life Form“ (nejdokonalejší životní forma). 
Má boty, které mu slouží při bruslení nebo mu slouží jako rakety. Má u sebe Smaragd chaosu, při jehož použití ze sebe vydává své ikonické hlášky jako: Chaos Control, Chaos Blast a Chaos Spear. Chaos Control je síla chaosu, která uživateli umožňuje deformovat čas a prostor mystickými Smaragdy chaosu. Byl poprvé představen jako způsob teleportace na velké vzdálenosti, ale časem se vyvinul v termín pro jakoukoli manipulaci s nadpřirozenou realitou prováděnou prostřednictvím Smaragdu chaosu, která umožňuje neuvěřitelné výkony, jako je procházení časem a mezi dimenzemi, mění strukturu reality nebo zmrazuje čas. Chaos Blast je druhá druhá síla chaosu, která dokáže všechno v okolí zlikvidovat kvůli explozi. 

## Původ
Shadow má mnohem hlubší a temnou historii. Jeho původ započal ve vesmírné kolonii ARK 50 let v minulosti, kdy profesor Gerald Robotnik, dědeček doktora Eggmena, vytvořil tzv. Projekt Shadow, nesmrtelnou formu života, aby pomohl vyléčit jeho vnučku Marii, která byla nemocná. Shadow a Maria se během pobytu v kolonii spřátelili, jenže vláda ZF nedůvěřovala vědcům z Projektu Shadow, a považovala toho umělého ježka za hrozbu. 
Po několika nedostatečných varováních o zastavení projektu zasáhly kolonii jednotky VEN (Guardian Units of Nations; GUN). Zásah se vymkl kontrole a vojáci zahájili palbu na všechny obyvatele. Maria se Shadowem utekli do tajné místnosti, kde Maria zavřela Shadowa do skleněné kapsle, a ve chvíli, kdy zatáhla za rukojeť, aby vyslala kapsli směrem k Zemi, se v místnosti objevil voják Schmitz a Marii střelou usmrtil. 
Maria ještě stihla Shadowovi před svou smrtí říct, ať ochrání svět před nebezpečím. Shadow však byl Mariinou smrtí natolik traumatizován a zničen, že přísahal dodržení slibu a ochrání svět.

## 50 let po události
O padesát let později byl Shadow propuštěn Dr. Eggmanem, aby mu pomohl v jeho plánu dobýt Zemi a zničit Sonica. Shadow souhlasí, že pomůže Eggmanovi a obviní Sonica za jejich zlé skutky. Nicméně, Shadow se nakonec spojí se Sonicem, aby zabránil zničení světa poté, co si vzpomene na slib, který mu dala Marie. Během toho Shadow ztratil své vzpomínky a jako takový se snažil odhalit pravdu o své minulosti, během níž se setkal s Black Doom a Black Arms. Nakonec Shadow získal své ztracené vzpomínky, odhalil svou pravdu, překazil agendu Black Doom a zachránil svět. Odtud pokračoval ve svém poslání chránit lidstvo kvůli Marii.

## Slabé stránky
Shadow přijímá extrémní opatření, aby dosáhl svých cílů. 
Během doby, kdy měl amnézii, byl Shadow zpočátku poněkud snadným cílem pro manipulaci kvůli jeho zmatení ohledně toho, kdo je, a jeho dychtivosti dozvědět se něco více o své minulosti. Dr. Eggman ho mohl oklamat lžemi o jeho minulosti a Black Doom s ním mohl rafinovaně manipulovat pomocí vizí. Nicméně poté, co se Shadow dozvěděl o svém skutečném účelu, už se nedá tak snadno oklamat.
Jako součást Black Arms je Shadow částečně rozšířením Black Doom, díky čemuž je zranitelný vůči kontrole mysli, kterou vykonává sám Black Doom. Nicméně, Shadow může bojovat s tímto vlivem prostřednictvím naprostého odhodlání a síly vůle.
Navzdory své nesmrtelnosti může být Shadow sražen k zemi, pokud se dostane do varu. Okamžitě po útoku nebude schopen chodit a mluvit. I když později může stále bojovat, bude to riskovat svůj život, pokud se příliš zatlačí, a trvá mu několik dní, než se plně zotaví.

## Videohry
- Sonic Adventure 2 (2001)
- Sonic Heroes (2003)
- Sonic Battle (2004)
- Shadow the Hedgehog (2005)
- Sonic the Hedgehog (2006)
- Sonic Rivals (2006)
- Sonic and the Secret Rings (2007)
- Sonic Rivals 2 (2007)
- Sonic and the Black Knight  (2009) - Rytíř Lancelot.
- Sonic Colours (2010)
- Sonic Generations (2011)
- Sonic Forces (2017)
- The Murder of Sonic the Hedgehog (2023)
- Shadow Generations (2024)

## Filmy
- Ježek Sonic 2 (2022) v potitulkové scéně, kde agent pak podával Waltersovi zprávu, že nalezli 50 let starý soubor, jenž obsahuje souřadnice výzkumného pracoviště, kde se uskutečnil Projekt Shadow.
- Sonic the Hedgehog 3 (2024)

### Animované seriály
- Sonic X (2003–2005)
- Sonic Boom (2014–2017)
- Sonic Prime (2022–2024)

## Ocenění
Jelikož je Shadow jednou z nejoblíbenějších herních postav série, byl v roce 2011 zařazen do Guinnessovy knihy rekordů jako jedna z největších postav videoher. Mezi videoherními novináři se však ukázal být rozporuplný. Někteří chválili jeho roli v Sonic Adventure 2 a zachování tématu Sonic jeho úrovní, ale jiní naopak kritizovali jeho temnou a zadumanou charakteristiku, zejména v pozdějších hrách. Spisovatelé zařadili Shadowa mezi nejhorší Sonic postavy. Hra Shadow the Hedgehog obdržela obecně nepříznivé negativní recenze. Navzdory tomu byla hra úspěšná a k březnu 2007 se jí prodalo přes dva miliony kopií.

## Citát
Jsem konečná forma života, Shadow the Hedgehog. Rozdrtím každého, kdo se mi postaví do cesty!
— Shadow the Hedgehog, Sonic Battle